# Geobiologia

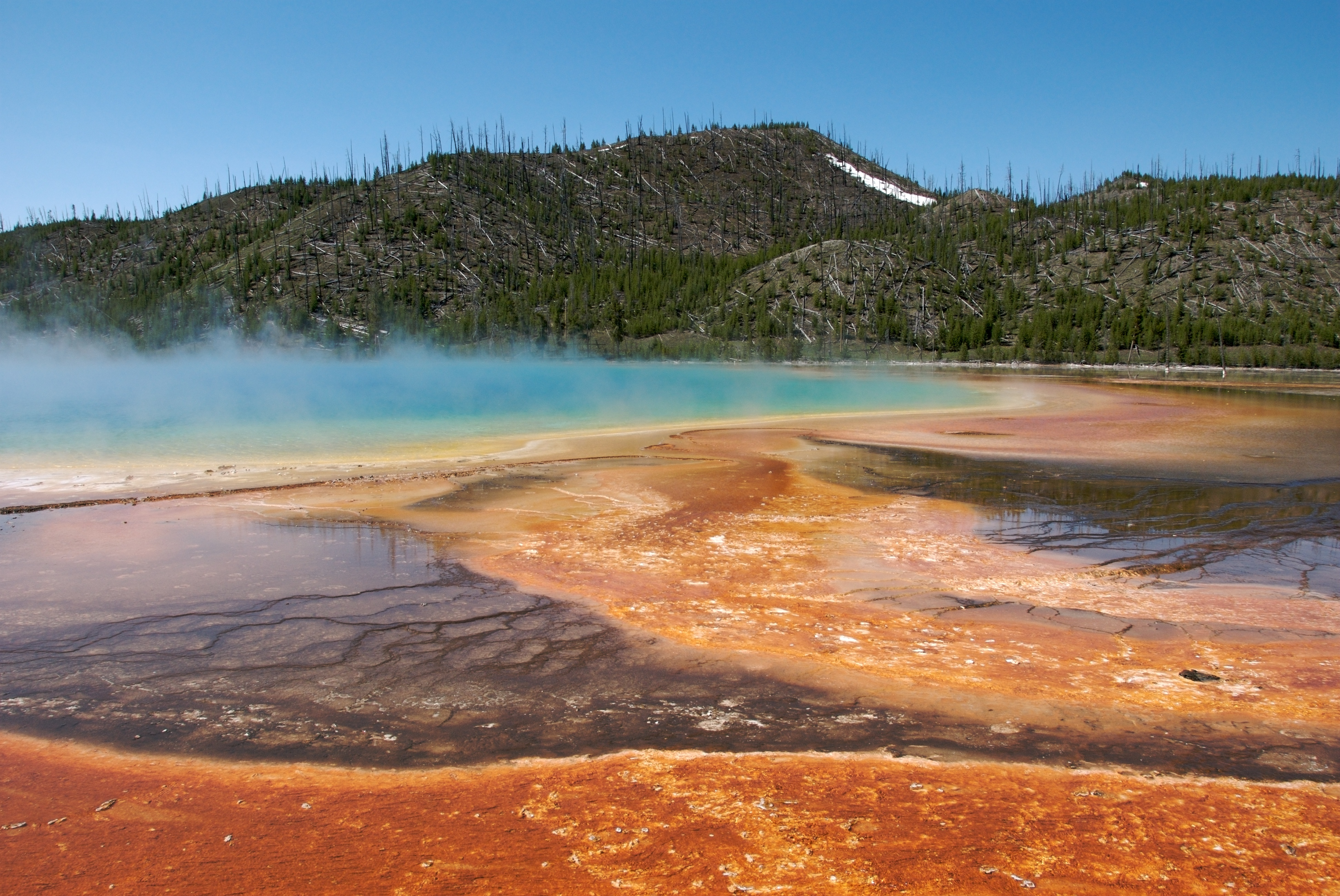
Os coloridos tapetes microbianos da Grand Prismatic Spring no Parque Nacional de Yellowstone, EUA. As esteiras laranja são compostas por Cloroflexia, "Cianobactérias" e outros organismos que prosperam na água a 70˚C. Os geobiólogos frequentemente estudam ambientes extremos como este porque são o lar de organismos extremofílicos. Foi levantada a hipótese de que esses ambientes podem ser representativos da Terra primitiva.

Geobiologia é um campo da ciência relativamente novo que estuda as interações entre os organismos vivos e os processos geológicos da Terra. Não confundir com a pseudociência que também utiliza o mesmo nome ou que as vezes é chamada de geobiologia residencial e que faz uso da radiestesia, que é uma técnica de adivinhação que visa encontrar objetos, seres vivos ou elementos da natureza sem o uso de equipamentos científicos. A geobiologia busca entender como se deu a evolução geológica e biológica terrestre de maneira conjunta, pois atualmente sabemos que esses processos estão intimamente relacionados, assim entendemos hoje que estudar a história geológica e biológica da Terra de maneira separada traz uma compreensão parcial de como esses processos se deram. Para se entender o presente da Terra é essencial entender o passado e estudar a litosfera, a biosfera, a hidrosfera, a atmosfera e a criosfera, pensando nessas estruturas terrestres como um único sistema onde um interfere no outro de maneira contínua. 

## Áreas
A geobiologia é uma área interdisciplinar que engloba diversos campos de estudo, dentre eles podemos citar a geologia, biologia, ecologia, microbiologia, paleontologia, biogeoquímica e até mesmo a astrobiologia, os conhecimentos dessas áreas são aplicados para entender desde a formação da Terra, seu passado, e relacionando ele com o presente geológico e biológico da Terra. Essa área interdisciplinar busca compreender como os processos biológicos impactam o ambiente terrestre e vice-versa. Um dos principais objetivos da geobiologia é explorar como a vida moldou a Terra e como o ambiente geológico influenciou a evolução dos organismos. Esse campo de estudo é essencial para compreender o desenvolvimento da biosfera e da geosfera como um sistema interligado.

## Ciclos biogeoquímicos
A interação entre microrganismos e minerais é uma área de estudo fundamental dentro da geobiologia, principalmente devido aos ciclos biogeoquímicos essenciais para a vida na Terra. Os Microrganismos desempenham papéis cruciais nos ciclos do carbono, enxofre e nitrogênio. Bactérias e arqueias conseguem metabolizar esses compostos podendo modificar quimicamente os minerais e compostos orgânicos, promovendo a circulação desses elementos no ambiente. Alguns microrganismos, por exemplo, conseguem realizar a metanogênese, que é a produção de metano a partir de dióxido de carbono e hidrogênio, esses elementos são cruciais no ciclo do carbono, esse processo ocorre em ambientes anóxicos, como em ambientes bentônicos e em fumarolas, e é fundamental para a produção de gás natural. A atividade microbiana também é importante na mineralização de metais, formando depósitos de minério ao longo de milhões de anos. A formação de minerais como a pirita, um sulfeto de ferro, muitas vezes envolve a participação de microrganismos redutores de sulfato, que reduzem o sulfato a sulfeto em ambientes anóxicos, promovendo assim a precipitação do ferro. Outros microrganismos são produtores primários e por isso são muito importantes para a vida na Terra, são eles as cianobactérias e outras algas, eles sequestram dióxido de carbono e produzem oxigênio e são responsáveis por grande parte do oxigênio disponível na atmosfera terrestre, esses microrganismos foram uma das primeiras formas de vida a colonizar a terra e eles foram os principais responsáveis pelos eventos de oxigenação da terra que mudaram totalmente nossa atmosfera e que impactou diretamente as formas de vidas existentes da época, que eram, na sua maioria, anóxicas e que com o tempo passaram a ser minoria dando mais espaço para formas de vida aeróbias conforme o oxigênio foi aumentando gradualmente. Os organismos macroscópicos, animais, vegetais e fungos, também fazem parte desses ciclos e desempenham diversos papeis fazendo parte do sistema como todo, desde participando dos ciclos biogeoquímicos quanto alterando a geosfera de outras maneiras, como por exemplo, participando de processos como a erosão e da sedimentação.

## Paleontologia
Outro tema importante dentro da geobiologia é o estudo de fósseis e de fósseis microbianos pela paleontologia. Os fósseis e os icnofósseis proporcionam informações essenciais sobre as condições ambientais passadas. Fósseis microbianos são registros antigos de vida que podem incluir microrganismos fossilizados, e alguns desses microrganismos podem ser usados para medir isótopos estáveis e biomarcadores moleculares. Esses fósseis podem ser encontrados em formações rochosas antigas, como estromatólitos, estruturas rochosas formadas pela atividade de cianobactérias no passado em ambientes aquáticos rasos. Os estromatólitos são evidências de que a vida microbiana existe há pelo menos 3,5 bilhões de anos, o que nos mostra que os microrganismos são a forma de vida mais antiga do planeta Terra, o estudo desses micro fósseis nos permite entender sobre a evolução e a diversidade da vida do nosso planeta.

## O Marco antropoceno
O estudo do antropoceno é feito, tanto pela arqueologia e pela História, que estuda o surgimento do Homem na história, de como nossa sociedade surgiu e evoluiu ao longo dos séculos a partir dos resquícios deixados pelas sociedades antigas, esses vestígios podem ser desde pinturas deixadas em paredes de cavernas até ferramentas, objetos e ruínas de cidades e monumentos, quanto pela geobiologia, que estuda como a evolução da civilização e de sua tecnologia afeta o meio ambiente, sabemos que uma das maiores alterações que o Homem causou no meio ambiente e que continua a causar foi  e ainda é a queima de combustíveis fósseis que alterou significativamente as taxas da gás carbônico, podemos também citar a liberação de CFCS que eram altamente usados em aerossóis e que danificaram a camada de ozônio, graças ao tratado de Montreal o uso de CFCs diminuiu drasticamente e a camada de ozônio vem se regenerando desde então.

## Astrobiologia
A geobiologia também pode ser aplicada dentro da astrobiologia, já que entender os processos biológicos e geológicos da Terra pode auxiliar na busca por vida em outros planetas. Estudar como organismos extremófilos, que são organismos que sobrevivem em condições extremas, como os que vivem em ambientes altamente salinos, ácidos ou com temperaturas altas, nos ajuda a formular hipóteses sobre as possíveis condições de vida em outros corpos planetários como marte e como as luas de júpiter, e isso nos ajuda a entender como a vida pode sobreviver em condições diferentes do nosso planeta. As arqueias termofílicas encontradas em fontes hidrotermais oceânicas são um exemplo de microrganismos extremófilo, conseguem sobreviver e prosperar a temperaturas elevadas e sem oxigênio, outro exemplo de ambiente extremo são os tapetes microbianos que abrigam microrganismos vivendo em altas temperaturas, o que demonstra uma grande capacidade adaptativa da vida e de sua possível presença em ambientes extraterrestres análogos a esses ambientes extremos que encontramos na Terra. Com isso a astrobiologia consegue investigar vida em outros planetas e luas usando a geobiologia, já que ambientes semelhantes podem ser encontrados em Marte e em outras luas com potenciais, como Europa, lua de Júpiter, e Encélado, lua de Saturno.

## História
O termo geobiologia foi cunhado por Lourens Baas Becking em 1934. Em suas palavras, a geobiologia “é uma tentativa de descrever a relação entre os organismos e a Terra”, pois “o organismo faz parte da Terra e seu lote está entrelaçado com o da Terra”. A definição de geobiologia de Baas Becking nasceu do desejo de unificar a biologia ambiental com a biologia laboratorial. A forma como ele praticou isso se alinha estreitamente com a ecologia microbiana ambiental moderna, embora sua definição permaneça aplicável a toda a geobiologia. Em seu livro Geobiologia, Bass Becking afirmou que não tinha intenção de inventar um novo campo de estudo. A compreensão da geobiologia de Baas Becking foi fortemente influenciada por seus antecessores, incluindo Martinus Beyerinck, seu professor na Escola Holandesa de Microbiologia. Outros incluíram Vladimir Vernadsky, que argumentou que a vida muda o ambiente da superfície da Terra em A Biosfera, seu livro de 1926, e Sergei Vinogradsky, famoso por descobrir bactérias litotróficas.
O primeiro laboratório oficialmente dedicado ao estudo da geobiologia foi o Laboratório Geobiológico Baas Becking, na Austrália, que abriu suas portas em 1965.
Na década de 1930, Alfred Treibs descobriu porfirinas semelhantes à clorofila no petróleo, confirmando sua origem biológica, fundando assim a geoquímica orgânica e estabelecendo a noção de biomarcadores, um aspecto crítico da geobiologia. Mas várias décadas se passaram antes que as ferramentas estivessem disponíveis para começar a procurar seriamente por marcas químicas de vida nas rochas. Nas décadas de 1970 e 80, cientistas como Geoffrey Eglington e Roger Summons começaram a encontrar biomarcadores lipídicos no registro rochoso usando equipamentos como o GCMS.
Hoje, a geobiologia possui periódicos próprios, como Geobiology, criada em 2003, e Biogeosciences, criada em 2004, além de reconhecimento nas principais conferências científicas. Teve sua própria Conferência de Pesquisa Gordon em 2011, vários livros didáticos de geobiologia foram publicados.

## Conclusão
Por fim a geobiologia oferece uma visão sobre a Terra que integra as diferentes áreas de estudos dos estudos da vida e das ciências da terra, revelando como a vida e o ambiente terrestre coevoluíram ao longo do tempo. Através da compreensão dos processos geobiológicos, não só adquirimos conhecimento sobre as condições primordiais que permitiram o surgimento da vida, mas também avançamos na busca de vida fora do nosso planeta. Atualmente a graduação de ciências da Terra e sociedade da universidade de São Paulo possui em seu currículo o curso de geobiologia que é ministrado durante um semestre, esse curso é oferecido tanto para a graduação quanto para a pós-graduação. A UNESP também oferece um curso de Geobiologia que é realizado durante dois meses e o centro universitário FUNCESI possui um projeto de extensão na área chamado “Geobiologia: a vida interage com a terra".